# Перепис населення Канади (2011)
Перепис населення Канади 2011 року (англ. Canada 2011 Census) — перепис населення Канади, що відбувся 10 травня 2011 року. Згідно з цим переписом, населення Канади у 2011 році становило 33 476 688 осіб. Порівняно з попереднім переписом (2006 року) населення зросло на 5,9 % (у період між переписами 2001 й 2006 років зростання населення становило 5,4 %). 

## Результати перепису
|    | Провінція/територія        | 2011       | %      | 2006       | Зміна     | Зміна у % |
| -- | -------------------------- | ---------- | ------ | ---------- | --------- | --------- |
| 1  | Альберта                   | 3 645 257  | 10,89  | 3 290 350  | 354 907   | 10,8      |
| 2  | Британська Колумбія        | 4 400 057  | 13,14  | 4 113 487  | 286 570   | 7,0       |
| 3  | Квебек                     | 7 903 001  | 23,61  | 7 546 131  | 356 870   | 4,7       |
| 4  | Манітоба                   | 1 208 268  | 3,61   | 1 148 401  | 59 867    | 5,2       |
| 5  | Нова Шотландія             | 921 727    | 2,75   | 913 462    | 8 265     | 0,9       |
| 6  | Нунавут                    | 31 906     | 0,10   | 29 474     | 2 432     | 8,3       |
| 7  | Нью-Брансвік               | 751 171    | 2,24   | 729 997    | 21 174    | 2,9       |
| 8  | Ньюфаундленд і Лабрадор    | 514 536    | 1,54   | 505 469    | 9 067     | 1,8       |
| 9  | Онтаріо                    | 12 851 821 | 38,39  | 12 160 282 | 691 539   | 5,7       |
| 10 | Острів Принца Едварда      | 140 204    | 0,42   | 135 851    | 4 353     | 3,2       |
| 11 | Північно-західні території | 41 462     | 0,12   | 41 464     | –2        | 0,0       |
| 12 | Саскачеван                 | 1 033 381  | 3,09   | 968 157    | 65 224    | 6,7       |
| 13 | Юкон                       | 33 897     | 0,10   | 30 372     | 3 525     | 11,6      |
|    | Канада в цілому            | 33 476 688 | 100,00 | 31 612 897 | 1 863 791 | 5,9       |

### Національний склад населення
Данні про національний склад населення, рідну мову й використання мов у Канаді, отримані під час перепису 2011 року, будуть оприлюднені 24 жовтня 2012 року. 

### Вікова характеристика населення
Люди віком від 65 років і старше становили в населенні Канади 14,8 %, що є більше, ніж було зафіксовано під час перепису 2006 року, коли частка таких людей становила 13,7 %. У Канаді проживає 5825 людей віком від 100 років і старше, що на 25 % більше, ніж було зафіксовано під час перепису 2006 року. 
|                        | Провінція/територія        | Вікові групи населення             | Вікові групи населення                 | Вікові групи населення | Загалом  | Люди віком старше від 80 років |
| Діти від 0 до 14 років | Провінція/територія        | Населення віком від 15 до 65 років | Літні люди віком від 65 років і старше |                        | Загалом  | Люди віком старше від 80 років |
| ---------------------- | -------------------------- | ---------------------------------- | -------------------------------------- | ---------------------- | -------- | ------------------------------ |
| 1                      | Альберта                   | 684790                             | 2554745                                | 405725                 | 3645260  | 109210                         |
| 2                      | Британська Колумбія        | 677360                             | 3033975                                | 688715                 | 4400055  | 189625                         |
| 3                      | Квебек                     | 1258620                            | 5386695                                | 1257690                | 7903000  | 330370                         |
| 4                      | Манітоба                   | 231160                             | 804655                                 | 172450                 | 1208270  | 52210                          |
| 5                      | Нова Шотландія             | 138215                             | 630140                                 | 153375                 | 921730   | 40400                          |
| 6                      | Нунавут                    | 10425                              | 20420                                  | 1060                   | 31905    | 115                            |
| 7                      | Нью-Брансвік               | 113575                             | 513960                                 | 123630                 | 751170   | 32795                          |
| 8                      | Ньюфаундленд і Лабрадор    | 76630                              | 355800                                 | 82110                  | 514540   | 18630                          |
| 9                      | Онтаріо                    | 2180775                            | 8792725                                | 1878325                | 12851820 | 517910                         |
| 10                     | Острів Принца Едварда      | 23060                              | 94360                                  | 22785                  | 140205   | 5925                           |
| 11                     | Північно-західні території | 9010                               | 30055                                  | 2395                   | 41460    | 440                            |
| 12                     | Саскачеван                 | 197860                             | 681815                                 | 153710                 | 1033380  | 49430                          |
| 13                     | Юкон                       | 5865                               | 24940                                  | 3090                   | 33895    | 530                            |
|                        | Канада в цілому            | 5607345                            | 22924290                               | 4945055                | 33476690 | 1347580                        |